# Liste d'œuvres de Gabriel Metsu
Gabriel Metsu, né à Leyde en janvier 1629 et enterré à Amsterdam, le 24 octobre 1667, est un peintre néerlandais du siècle d’or. Il est l’auteur de quelques tableaux à thème biblique et de nombreuses scènes de genre, dont certaines peuvent être également regardées comme des portraits.
| Titre                                                                                              | Genre                         | Technique                           | Remarques                              | Format        | Date                               | Collection/Vente                                       | N° d’inventaire | Image |
| -------------------------------------------------------------------------------------------------- | ----------------------------- | ----------------------------------- | -------------------------------------- | ------------- | ---------------------------------- | ------------------------------------------------------ | --------------- | ----- |
| Abraham renvoie Hagar (Genèse 21,9-21)                                                             | Peinture à sujet biblique     | huile sur toile                     | signé                                  | 115 × 89      | 1635 (ca.)                         | Leger Galleries, Londres (vente)                       |                 |       |
| Le Fils prodigue (anciennement appelé Scène de bordel)                                             | Peinture à sujet biblique     | huile sur toile                     |                                        | 77 × 66       | 1640-1649 (ca.)                    | Musée de l'Ermitage, Saint-Pétersbourg                 | 922             |       |
| Fileuse                                                                                            | Peinture de genre             | huile sur panneau                   | monogramme                             | 37 × 30       | 1645 (daté)                        | Musée de l'Ermitage, Saint-Pétersbourg                 | 4121            |       |
| Femme à sa toilette                                                                                | Peinture de genre             | huile sur toile                     |                                        | 51,75 × 42,23 | 1648-1667 (ca.)                    | Frick Collection, New York                             |                 |       |
| Le Coq mort                                                                                        | Nature morte                  | huile sur panneau                   |                                        |               | 1650-1659 (ca.)                    | Museo del Prado, Madrid                                |                 |       |
| L'Armurier                                                                                         | Peinture de genre             | huile sur toile                     | signé                                  | 101 × 85      | 1650-1660 (ca.)                    | Rijksmuseum, Amsterdam                                 | A 2156          |       |
| La Fête des Rois                                                                                   | Peinture de genre             | huile sur toile                     |                                        | 81 × 80       | 1650-1655 (ca.)                    | Alte Pinakothek, Munich                                |                 |       |
| Homme et femme prenant un repas                                                                    | Peinture de genre             | huile sur toile, collée sur panneau | signé                                  | 35,5 × 29     | 1650-1660                          | Rijksmuseum, Amsterdam                                 | A 249           |       |
| Loth et ses filles                                                                                 | Peinture à sujet biblique     | huile sur panneau                   |                                        | 73 × 59       | 1650 -1660                         | Musée Granet, Aix-en-Provence                          |                 |       |
| Portrait d'officier (amiral ?) dit autrefois Portrait de Cornelis Tromp amiral hollandais          | Portrait                      | huile sur toile                     | attribué à GM                          | 93 × 76,6     | 1651-1667                          | Musée du Louvre, Paris                                 | 1466            |       |
| Le Déjeûner de harengs                                                                             | Nature morte                  | huile sur toile                     | restes de signature                    | 53 × 44       | 1651-1667                          | Musée du Louvre, Paris                                 | RF 373          |       |
| Joueuse de virginal et chanteur préparant un morceau de musique                                    | Peinture de genre             | peinture                            | signé                                  | 32 × 24,5     | 1651-1667                          | Musée du Louvre, Paris                                 | 1462            |       |
| Dentellière                                                                                        | Peinture de genre             | panneau                             |                                        | 35,4 × 29     | 1651-1667                          | Kunsthistorisches Museum, Gemäldegalerie, Vienne       | GG_581          |       |
| La Riboteuse ou Buveuse de vin                                                                     | Peinture de genre             | huile sur panneau                   | signé                                  | 28 × 27       | 1651-1667                          | Musée du Louvre, Paris                                 | 1464            |       |
| Le Christ et la femme adultère                                                                     | Peinture à sujet biblique     | huile sur toile                     | signé                                  | 134 × 165     | 1653 (daté)                        | Musée du Louvre, Paris                                 | 1459            |       |
| Abraham renvoie Agar                                                                               | Peinture à sujet biblique     | huile sur toile                     |                                        | 112 × 86 cm   | 1653-1654                          | Musée municipal de Leyde                               |                 |       |
| Le Chasseur se rhabillant après le bain                                                            | Peinture de genre             | huile sur panneau                   |                                        | 52 × 63 cm    | 1654-1656                          | Collection particulière                                |                 |       |
| Notaire tenant un livre, vu à travers une fenêtre                                                  | Peinture de genre             | huile sur panneau (chêne)           |                                        | 41 × 32,5     | 1655 (daté)                        | coll. privée, USA                                      |                 |       |
| Femme tirant du vin d'un tonneau                                                                   | Peinture de genre             | huile sur panneau                   |                                        | 28 × 27 cm    | 1655-1657                          | Musée du Louvre                                        |                 |       |
| Deux hommes avec une femme endormie                                                                | Peinture de genre             | huile sur panneau (chêne)           | reste de signature                     | 37,1 × 32,4   | 1655-1660 (ca.)                    | National Gallery, Londres                              | NG970           |       |
| Femme assise en train de dessiner ou La Leçon de dessin                                            | Peinture de genre             | huile sur panneau (chêne)           |                                        | 36,3 × 30,7   | 1655-1660 (ca.)                    | National Gallery, Londres                              | NG5225          |       |
| La Peleuse de pomme                                                                                | Peinture de genre             | huile sur panneau                   | signé                                  | 28 × 26       | 1655-1667                          | Musée du Louvre, Paris                                 | 1465            |       |
| Intérieur d'une forge                                                                              | Peinture de genre             | huile sur toile                     | signé                                  | 65,4 × 73,3   | 1657 (ca.)                         | National Gallery, Londres                              | NG2591          |       |
| Le Bourgmestre Gillis Valckenier et sa famille (vraisemblablement portrait de la famille Hinlopen) | Portrait de groupe            | huile sur toile                     |                                        | 72 × 79       | 1657 (en ou après)                 | Gemäldegalerie, Berlin                                 |                 |       |
| Le Vieux Buveur                                                                                    | Peinture de genre             | huile sur panneau                   |                                        | 22 × 19,5     | 1657-1658 (ca.)                    | Rijksmuseum, Amsterdam                                 | A 250           |       |
| Le Chasseur endormi                                                                                | Peinture de genre             | huile sur toile                     |                                        | 40,3 × 34,9   | 1657-1659                          | Wallace Collection, Londres                            | P251            |       |
| Femme tirant du vin d'un tonneau                                                                   | Peinture de genre             | huile sur toile                     |                                        | 36,9 × 33     | 1657-1659                          | coll. privée                                           |                 |       |
| Jeune Femme lisant dans un intérieur                                                               | Peinture de genre             | huile sur panneau                   | reste de monogramme (M)                | 25,5 × 20,5   | 1657-1659                          | coll. privée, USA                                      |                 |       |
| Femme au miroir                                                                                    | Peinture de genre             | huile sur panneau de chêne          | Signé en haut à droite (monogramme GM) | 19,2 × 16,6   | 1657-1662                          | Wallace Collection, Londres                            | P206            |       |
| La Cuisinière                                                                                      | Peinture de genre             | huile sur toile                     |                                        | 40 × 33       | 1657-1667                          | Musée Thyssen-Bornemisza, Madrid                       |                 |       |
| Femme à sa toilette                                                                                | Peinture de genre             | huile sur panneau                   |                                        | 64,8 × 57,8   | 1658 (ca.)                         | Norton Simon Museum, Pasadena - Californie             | F.1972.15.1.P   |       |
| Le Joueur de violoncelle                                                                           | Peinture de genre             | huile sur toile                     | signé                                  | 63,0 × 48,2   | 1658 (ca.)                         | Royal Collection, Windsor Castle, Londres              | RCIN 405534     |       |
| Une Femme attablée et un Homme jouant du violon                                                    | Peinture de genre             | huile sur toile                     | signé                                  | 43 × 37,5     | 1658 (ca.)                         | National Gallery, Londres                              | NG838           |       |
| La Fille malade                                                                                    | Peinture de genre             | huile sur panneau (chêne)           |                                        | 30 × 26       | 1658-1659 (ca.)                    | Gemäldegalerie, Berlin                                 |                 |       |
| Le Cadeau du chasseur                                                                              | Peinture de genre             | huile sur toile                     | signé                                  | 51 × 48       | 1658-1660 (ca.)                    | Rijksmuseum, Amsterdam                                 | C 177           |       |
| Une Dame et un Chevalier ou Le Cadeau du chasseur                                                  | Peinture de genre             | huile sur panneau                   |                                        | 58 × 42,3     | 1660                               | Musée des Offices, Florence                            | 1296            |       |
| Homme et femme assis près d'un virginal ou La Leçon de musique                                     | Peinture de genre             | huile sur panneau (chêne)           |                                        | 38,4 × 32,2   | 1658-1660                          | National Gallery, Londres                              | NG839           |       |
| Intérieur avec une femme accordant un luth                                                         | Peinture de genre             | huile sur panneau                   |                                        | 31 × 27,5     | 1658-1660 (ca.)                    | Galleria degli Uffizi, Florence                        | 1238            |       |
| Fête musicale                                                                                      | Peinture de genre             | huile sur toile                     | signé                                  | 62,2 × 54,3   | 1659 (daté)                        | Metropolitan Museum of Art, New York                   | 91.26.11        |       |
| Vieille Femme avec un livre                                                                        | Peinture de genre             | huile sur toile                     | signé                                  | 31,6 × 27,3   | 1660 (ca.)                         | National Gallery, Londres                              | NG2590          |       |
| Militaire rendant visite à une jeune femme                                                         | Peinture de genre             | huile sur panneau                   |                                        | 64 × 47 cm    | 1660-1661                          | Musée du Louvre                                        | 1461            |       |
| Déjeûner ou Les Mangeurs d'huîtres                                                                 | Peinture de genre             | huile sur panneau                   |                                        | 55,5 × 42     | 1660 (après)                       | Musée de l'Ermitage, Saint-Pétersbourg                 | 920             |       |
| Le Marché aux herbes d'Amsterdam                                                                   | Peinture de genre             | huile sur toile                     | signé                                  | 97 × 84,5     | 1660-1661                          | Musée du Louvre, Paris                                 | 1460            |       |
| Vieille Femme méditant                                                                             | Peinture de genre             | huile sur panneau                   | signé                                  | 27,3 × 23,2   | 1660-1662 (ca.)                    | Rijksmuseum, Amsterdam                                 | A 672           |       |
| La Joueuse de cithare                                                                              | Peinture de genre             | huile sur panneau (chêne)           |                                        | 37 × 30       | 1660-1667                          | Staatliche Museen, Kassel                              |                 |       |
| La Visite du docteur ou La Malade et le médecin                                                    | Peinture de genre             | huile sur toile                     | signé                                  | 61,5 × 47,5   | 1660-1667                          | Musée de l'Ermitage, Saint-Pétersbourg                 | 919             |       |
| Servante avec du poisson et Vieille Femme endormie, ou Le Chat tigré                               | Peinture de genre             | huile sur panneau                   |                                        | 37,5 × 33     | 1660-1669                          | Wallace Collection, Londres                            | P242            |       |
| Chasseur à une fenêtre                                                                             | Peinture de genre             | huile sur panneau                   | signé                                  | 28 × 22,8     | 1661 (daté)                        | Mauritshuis, La Haye                                   | 93              |       |
| Portrait de l'artiste avec son épouse Isabella De Wolff dans une taverne                           | Peinture de genre             | huile sur panneau (chêne)           |                                        | 36 × 31       | 1661                               | Alte Meister Galerie, Dresde                           |                 |       |
| Visite à la chambre d'enfant ou La Visite                                                          | Peinture de genre             | huile sur toile                     | signé                                  | 77,5 × 81,3   | 1661 (daté)                        | Metropolitan Museum of Art, New York                   | 17.190.20       |       |
| L'Apothicaire, dit aussi Le Chimiste                                                               | Peinture de genre             | huile sur panneau                   | signé                                  | 27 × 23,5     | v. 1661                            | Musée du Louvre, Paris                                 | 1463            |       |
| Femme assise à une fenêtre                                                                         | Peinture de genre             | huile sur panneau                   | signé                                  | 27,6 × 22,5   | 1661 (ca.)                         | Metropolitan Museum of Art, New York                   | 1982.60.32      |       |
| L'Intrus                                                                                           | Peinture de genre             | huile sur panneau                   |                                        | 66,6 × 59,4   | 1661-1663                          | National Gallery of Art, Washington                    | 1937.1.57       |       |
| La Vendeuse de harengs                                                                             | Peinture de genre             | huile sur panneau                   | signé                                  | 37 × 33       | 1661-1662                          | Rijksmuseum, Amsterdam                                 | A 2328          |       |
| Femme surprise en train d'écrire une lettre                                                        | Peinture de genre             | huile sur panneau                   | signé                                  | 45,2 × 38,6   | 1662                               | Wallace Collection, Londres                            | P240            |       |
| La Vendeuse de volaille ou L'Oiseleur                                                              | Peinture de genre             | huile sur panneau (chêne)           |                                        | 61 × 45       | 1662                               | Gemäldegalerie Alte Meister, Dresde                    |                 |       |
| L'Aumône                                                                                           | Peinture de genre             | huile sur panneau (chêne)           |                                        | 56,3 × 41,8   | 1662 (ca.)                         | Staatliche Museen, Kassel                              | 300             |       |
| Jeune Femme composant de la musique                                                                | Peinture de genre             | huile sur panneau                   | signé                                  | 57,8 × 43,5   | 1662-1663 (ca.)                    | Mauritshuis, La Haye                                   | 94              |       |
| Homme écrivant une lettre ou La Lettre écrite                                                      | Peinture de genre             | huile sur panneau                   |                                        | 53 × 40       | 1662-1665 (ca.)                    | National Gallery of Ireland, Dublin                    |                 |       |
| Femme lisant une lettre ou La Lettre reçue                                                         | Peinture de genre             | huile sur panneau                   |                                        | 53 × 40       | 1662-1665 (ca.)                    | National Gallery of Ireland, Dublin                    |                 |       |
| Femme nourrissant un chat ou Le Déjeuner du chat                                                   | Peinture de genre             | huile sur panneau                   | signé                                  | 33,5 × 27     | 1662-1667 (ca.)                    | Rijksmuseum, Amsterdam                                 | C 560           |       |
| Femme jouant de la viole de gambe                                                                  | Peinture de genre             | huile sur panneau                   |                                        | 44 × 36       | 1663                               | Fine Arts Museum, San Francisco                        |                 |       |
| L'Enfant malade                                                                                    | Peinture de genre             | huile sur toile                     | signé                                  | 32,2 × 27,2   | 1665 (ca.)                         | Rijksmuseum, Amsterdam                                 | A 3059          |       |
| Le Christ guérit la belle-mère de Pierre (Matthieu 8,14-15)                                        | Peinture à sujet biblique     | huile sur toile                     | monogramme                             | 42 × 34       | 1666 (mais date peu lisible)       | Christie's, New York, le 6 juin 1984                   |                 |       |
| Noli me tangere                                                                                    | Peinture à sujet biblique     | huile sur panneau (chêne)           | signé                                  | 63,7 × 51     | 1667 (daté)                        | Kunsthistorisches Museum, Gemäldegalerie, Vienne       | 6044            |       |
| Portrait d'une dame (Lucia Wijbrants ?)                                                            | Portrait                      | huile sur panneau                   |                                        | 57,15 × 43,18 | 1667                               | Minneapolis Institute of Arts, Minneapolis             | 92.16           |       |
| L'Homme riche et Lazare                                                                            | Peinture à sujet biblique     | toile                               | signé                                  | 74 × 61       |                                    | musée des beaux-arts, Strasbourg                       |                 |       |
| Intérieur avec une jeune femme offrant un verre de vin à un officier                               | Peinture de genre             | huile sur toile                     | signé                                  | 40,6 × 35,5   |                                    | Christie's, Londres, le 9 juillet 1999                 |                 |       |
| Jeune Femme à son ouvrage dans un intérieur                                                        | Peinture de genre             | huile sur panneau                   |                                        | 21,6 × 17,8   |                                    | Sotheby's, New York, le 30 janvier 1997                |                 |       |
| Jeune Femme écrivant une lettre dans un intérieur                                                  | Peinture de genre             | huile sur panneau                   | signé                                  | 39,4 × 33,2   |                                    | Christie's, New York, le 27 janvier 2000               |                 |       |
| Jeune Femme mangeant à une table                                                                   | Peinture de genre             | huile sur panneau                   | signé                                  | 23,5 × 20     |                                    | Sotheby's, New York, le 30 janvier 1997                |                 |       |
| Jeune Fille avec un pilon et un mortier                                                            | Peinture de genre             |                                     |                                        |               |                                    |                                                        |                 |       |
| Jeune Homme écrivant une lettre                                                                    | Peinture de genre             | huile sur panneau                   | signé                                  | 28 × 26       |                                    | Musée Fabre, Montpellier                               | 836-4-38        |       |
| Portrait d'un couple avec enfant dans un intérieur                                                 | Portrait de groupe            | toile                               |                                        | 49,2 × 46,4   |                                    | Old Town House, Le Cap                                 | 14/33           |       |
| Le Reniement de saint Pierre                                                                       | Peinture à sujet biblique     | huile sur toile                     | attribué à GM                          | 114,3 × 152,4 | non daté                           | Bristol Museum and Art Gallery, Bristol                |                 |       |
| Triomphe de la Justice qui protège la veuve et l'orphelin                                          | Allégorie                     | pièce de décor, toile               | signé                                  | 153 × 120,5   |                                    | Mauritshuis, La Haye                                   | 95              |       |
| Une Fille recevant une lettre                                                                      | Peinture de genre             | huile sur panneau                   |                                        | 25,72 × 24,45 |                                    | Timken Museum of Art, San Diego - Californie           |                 |       |
| Une jeune femme nettoie du poisson devant une maison                                               | Peinture de genre             | toile                               | signé                                  | 32,8 × 27,2   |                                    | Sotheby's, Londres, le 3 juillet 1996                  |                 |       |
| Usurier avec une femme en larmes                                                                   | Peinture de genre             | huile sur toile                     | signé                                  | 74 × 67,3     | 1654                               | Museum of Fine Arts, Boston - Massachusetts            | 89.501          |       |
| Allégorie de la Foi                                                                                | Allégorie                     | huile sur panneau                   |                                        | 56 × 41       |                                    | coll. privée, Vienne                                   | 40              |       |
| L'Atelier du peintre avec une femme jouant de la musique (son épouse ?) comme modèle               | Peinture de genre             | huile sur toile                     | signé                                  | 39,4 × 34,2   |                                    | Sotheby's, Londres, le 19 avril 1937                   |                 |       |
| Autoportrait (présumé)                                                                             | Portrait                      |                                     |                                        |               |                                    |                                                        |                 |       |
| La Blanchisseuse                                                                                   | Peinture de genre             | huile sur panneau                   |                                        | 23,9 × 21     | 1re moitié de XVIIe siècle         | Musée national de Varsovie (MNW)                       |                 |       |
| Compagnie galante                                                                                  | Peinture de genre             | panneau (chêne)                     | signé                                  | 40 × 31       |                                    | Musées royaux des Beaux-Arts de Belgique, Bruxelles    | 1463            |       |
| La Crucifixion                                                                                     | Peinture à sujet biblique     | toile                               |                                        | 72 × 57       | non daté, œuvre sans doute tardive | Galleria Capitolina, Rome                              |                 |       |
| Dame à son virginal                                                                                | Peinture de genre             | huile sur panneau                   |                                        |               |                                    | Musée du Petit Palais, Paris                           | Dut.913         |       |
| Le Denier de la veuve (Marc 12,41-44 ; Luc 21,1-4)                                                 | Peinture à sujet biblique     | huile sur panneau                   | signé                                  | 80,4 × 64,6   | non daté                           | Staatliches Museum Schwerin, Schwerin                  | 66              |       |
| Ecce Homo                                                                                          | Peinture à sujet biblique     | huile sur panneau                   | signé                                  | 38 × 30       | non daté                           | coll. privée H. Bandermann                             |                 |       |
| Femme au virginal                                                                                  | Peinture de genre             | huile sur toile                     |                                        | 82,5 × 85     |                                    | Musée Boijmans Van Beuningen, Rotterdam                | vdV49           |       |
| Femme en agonie (La Mort de Sophonisbe ?)                                                          | Peinture à sujet historique ? | huile sur panneau                   | attribué à GM                          | 78,5 × 72,4   |                                    | musée des beaux-arts de Boston, Boston - Massachusetts | 83.22           |       |
| Femme tenant un hareng                                                                             | Peinture de genre             | huile sur panneau                   | signé                                  | 28 × 24       |                                    | Musée Fabre, Montpellier                               | 836-4-37        |       |